# Janglepop
Janglepop is een subgenre binnen de alternatieve rock dat in de jaren 80 ontstond. De stijl is vernoemd naar het kenmerkende jangly (rinkelende) geluid van de gitaar, meestal van het merk Rickenbacker, waarbij wordt teruggegrepen op het geluid van rockgroepen als The Beatles en The Byrds.
De Amerikaanse groep R.E.M. wordt gezien als de aanstichter van het genre, en was een van de weinige vertegenwoordigers van de janglepop die doorbrak bij het grote publiek. Het rauwe geluid en de cryptische teksten weerhielden de meeste navolgers echter van mainstreampopulariteit. Eind jaren 80 viel het geluid uit de gratie en begin jaren 90 waren de meeste groepen al opgeheven.